# Франц Тост
Франц Тост (на немски: Franz Tost) е директор на тима от Формула 1 – Скудерия Торо Росо.

## Биография
Роден е на 20 януари 1956 година в Тринс, област Тирол, Австрия. Като младеж участва в състезания от Формула Форд и Формула 3. Завършва спортни науки и спортен мениджмънт. Работи като тим мениджър в „Walter Lechner Racing School“.
Присъединява се към екипа на известния спортен мениджър Вили Вебер (мениджър на Михаел Шумахер и Ралф Шумахер), през 1993 година. Работи с Ралф Шумахер, още когато той е в сериите Формула 3. Когато германеца преминава във Формула 1, Тост го последва. Работи за БМВ, по времето когато известният производител решава да се завърне във Формула 1, като доставчик на двигатели за тима на Франк Уилямс, през сезон 2000.
В БМВ работи до 1 януари 2006 година, когато приема предложението да стане директор в тима Скудериа Торо Росо.